# Феминистичка филозофија науке
Феминистичка филозофија науке је грана феминистичке филозофије која настоји да разуме како су на стицање знања научним средствима утицали појмови рода и родних улога у друштву. Феминистички филозофи  и филозофкиње науке испитују  на који начин  се на сама научна истраживања и научна сазнања може утицати и евентуално их угрозити друштвеним и професионалним оквиром унутар којих се то истраживање и знање успоставља и постоји. Преклапање  рода и науке омогућава феминистичким филозофима и филозофкињама да преиспитају основна питања и истине у пољу науке како би откриле било какве знакове родних пристрасности.  Описана је као „смештена на пресецима филозофије науке и феминистичке научне науке“  а привукла је значајну пажњу од 1970-их.
Феминистичка епистемологија често наглашава „ситуирано знање“  које зависи од нечије перспективе на тему. Феминистички филозофи и филозофкиње често истичу недовољну заступљеност  научница у академским круговима и могућност да наука тренутно има андроцентричне предрасуде. Научна теорија је оптужена да је компатибилнија са мушким когнитивним стиловима и резоновањем. Феминистичка епистемологија сугерише да ће интегрисање  женског начина мишљења    и логике који су потцењени  од стране тренутне научне теорије омогућити побољшање и проширење научних перспектива. Заступници овог правца  тврде да би то могло бити водиља у стварању филозофије науке која је доступнија јавности. Практиканти феминистичке филозофије науке такође настоје да промовишу родну равноправност у научним областима и веће признање достигнућа женских научника.
Критичари тврде да су политичке обавезе заговорника феминистичке филозофије науке неспојиве са савременом научном објективношћу  истичући успех научне методе због њене хваљене објективности и „безвредних“  метода прављења знања.
Феминистичка филозофија науке рођена је из феминистичких научних студија 1960-их. Међутим, 1980 је  феминистичка филозофија науке развила свој јединствени идентитет. Једна од првих и најважнијих публикација објављена је у женском академском часопису под називом Знакови са делом под насловом: „Жене, наука и друштво“  Овај чланак објавили су августа 1978. Catherine   Stimpson и Joan  Burstyn. „Ова прва збирка онога што би данас било препознатљиво као„ феминистичке научне студије “представљала је изучавање трију области: критике родне пристрасности у науци, историја жена у науци и подаци о друштвеним наукама и разматрања јавне политике о статусу жена у Наука".  Ове три теме остале су истакнута питања у модерним феминистичким наукама.
Феминистичке научне студије постале су филозофскије и амбициозније до 1980-их, чак су тежиле редефинисању основних епистемолошких концепата. Разлог за овај помак у феминистичким научним студијама био је због одговарајућег помака у многим пољима академског феминизма. Ова промена је довела до разлаза између учења око „жена у науци“ и „феминистичке критике науке“. Ово су документовале феминистичке научнице Helen Longino и  Evelynn Hammondsу својој књизи Конфликти и напетости из 1990. године у феминистичкој студији рода и науке .
Крајем деведесетих, феминистичке научне студије постале су добро успостављене и имале су много истакнутих научника у свом пољу студија. Филозоф  John Searle  1993. године феминизам окарактерисао  више као „случај који треба да се унапреди“,  него „домен који треба проучавати“. 

## Феминистичка филозофија науке

### Објективност и вредности
Неки су довели у питање објективност феминистичке филозофије науке. Феминисткиње, међутим, тврде да би укључивање феминистичких вредности уместо поткопавања објективности могло помоћи у стварању робуснијих и софистициранијих истраживачких метода које би заузврат могле дати боље резултате.  Применом феминистичких идеологија у науци, ово ће елиминисати андроцентричну пристрасност у пољу науке, створиће боља истраживања, бољу здравствену заштиту и више могућности за жене у високом образовању и истраживачким областима.  Многе феминисткиње на овом пољу покушавају да оспоре идеју да је наука „без вредности“,  што значи да је наука подвргнута друштвеним ефектима, а сматра се да истраживање које се спроводи има одређену пристрасност. Наука није аутономна и за истраживање је потребно финансирање које доносе одлуке о политици. Овде политичко и друштвено утичу на науку чинећи је приврженом низу идеја.

### Становиште и знање
Феминистичка филозофија науке традиционално је била врло критична према недостатку приступа и могућности женама у науци и верује да наука може, и била је „искривљена сексистичким вредностима“  Sharon Crasnow  наглашава како „искључивање жена као истраживача и субјеката „  у научном истраживању, студијама и пројектима могу довести до непотпуних метода и методологија и на крају непоузданих или нетачних резултата. Неке феминистичке филозофије науке постављају питање да ли наука може да полаже право на „непристрасност, неутралност, аутономију и равнодушност према политичким позицијама и вредностима“ када се „неутрална“ позиција пореди са вредностима које једна култура, односно западни патријархат, има међу мноштво култура које учествују у модерној науци.
Комплетна теорија становишта садржи седам делова за потпуно разумевање места моћи које човек поседује, њихове „епистемичке привилегије“. Андерсон то износи у свом часопису Феминистичка епистемологија и филозофија науке .  Прва тачка теорије мора навести друштвену локацију власти. Друго, колико је велико разумевање ове власти, над чиме она полаже привилегију. Треће, који аспект друштвене локације дозвољава ауторитет. Четврто, основа власти, шта оправдава њихову привилегију. Пето, врста епистемичке привилегије за коју тврди да има. Шесто, остале перспективе сличне његовој. И на крају, приступ овој привилегији, заузимањем друштвене локације, довољан је за приступ перспективи.
У односу на објективност, епистемологија може дати потпуније разумевање природе научног знања. Феминистичка епистемологија један је од групе приступа у научним студијама који нас подстиче да препознамо улогу друштвеног у производњи знања. Феминистичка епистемологија упућује људе да особине себе и културе сматрају бићима знања која су била изван онога што се сматрало примереним. Циљеви истраживача и вредности које обликују избор циљева релевантни су за знање до којег долазимо. То има импликације како на то како обучавамо научнике, тако и на то како образујемо све о науци. Ако се сматра да је наука више повезана са применом, више повезана са људским потребама и жељама, традиционално недовољно заступљене групе имаће већу мотивацију да успеју и истрају у својим научним курсевима или да се баве научном каријером. Мотивација ће бити већа како припадници недовољно заступљених група схвате како наука може произвести знање које има вредност за њихове проблеме на начине који су у складу са добром научном методологијом. Феминистичка епистемологија подстиче континуирано истраживање науке на овај начин и тако много тога може понудити научном образовању.

### Изазови и доприноси
Један од главних изазова са којима се суочавају феминистичке филозофије науке лежи у убеђивању неких скептика у областима филозофије и науке да је феминистичка филозофија науке у ствари легитимно и објективно поље академског истраживања и проучавања, а не идеологија вођена дневним редом. Доктор Richardson истиче да они који ову оптужују феминистичку филозофију науке потпуно погрешно разумеју њене мотивације и амбиције.   Richardson описује колико је феминистичких филозофкиња науке укључено у „амбициозне конструктивне пројекте за изградњу боље науке“.  Студије случаја играле су главну улогу у унапређивању и унапређивању феминистичке филозофије науке. На пример, студија коју је  Lloyd 2005. године спровео о функцији женског оргазма. Она истражује како су еволуциони биолози изнели лажне претпоставке о функцији женског оргазма.  Веровали су да то мора имати репродуктивну сврху код жена само зато што то има код мушкараца. Ишли су толико далеко да су игнорисали јасне доказе, колико је то било противно њиховим почетним веровањима. Ова критика изазвала је опсежну расправу нападајући суштинска веровања еволуционих биолога. Овакав рад имају и тренутно га спроводе феминистичке филозофкиње и филозофи  науке док оспоравају традиционална филозофска питања као што су плурализам, објективност и претпоставке.
Један од највећих изазова са којима се суочавају филозофкиње је  према др. Richardson  маргинализација у академском пољу филозофије.  Суочени су са искљученошћу у научним областима, маргинализовани су и увелико без представника слично као и мањине на пољу филозофије. Њихове критике многих тема попут родне пристрасности научници, а самим тим и шира јавност често мењају, искривљују и неефикасно преводе.
Elaine Howes  је изјавила да се феминистичка филозофија науке може применити на школовање у соновним и средњим школама. Испитујући родну раздвојеност у предметима природних наука, она верује да би феминистичка филозофија науке требало да се примени и на јавне школе. Користећи феминистичке теорије за испитивање родних предрасуда у јавним школама, Howes предлаже могуће реформе које би могле бити спроведене како би се смањио јаз у науци, технологији, инжењерству и математици. Њено уверење је да би, почевши од дна, многе девојке ушле у  поље  природних наука и придржавале би се тога због реформи које је она предложила, а затим створиле промену у пољу науке изнутра. 

### Друштвено одговорна наука (СРС)
Друштвено одговорна наука је комбинација епистемичких улога и друштвених вредности. Ову коњуктуру истраживања / доказа и етике користи феминистичке филозофије за стварање „добре науке“.  У чланку Matthew Brown-a  „Извор и статус вредности за друштвено одговорну науку“, он говори о овом сочиву друштвеног ангажовања у науци, да би „израдио боље етичке кодексе за своја професионална друштва“, сматра да се то ради наглашавањем „етике и социјална и политичка филозофија најмање колико и епистемологија и метафизика “. Вредновањем проучавања етике, политике и друштвених студија и применом ове друштвено одговорне науке, Brown верује да ће ово створити нову агенду за науку. 